# Episinus emanus
Episinus emanus là một loài nhện trong họ Theridiidae.
Loài này thuộc chi Episinus. Episinus emanus được Herbert Walter Levi miêu tả năm 1964.